# Mormodes tibicen
Mormodes tibicen är en orkidéart som beskrevs av Heinrich Gustav Reichenbach. Mormodes tibicen ingår i släktet Mormodes och familjen orkidéer.
Artens utbredningsområde är Colombia. Inga underarter finns listade i Catalogue of Life.